# Gandolgoryn Batsüch
Gandolgoryn Batsüch (mong. Гандолгорын Батсүх; ur. 15 maja 1948 w somonie Erdencogt) – mongolski judoka i sambista. Olimpijczyk z Montrealu 1976, gdzie zajął dziewiętnaste miejsce w wadze średniej
Uczestnik mistrzostw świata w 1975. Mistrz świata w sambo w 1974 roku.

## Letnie Igrzyska Olimpijskie 1976
| Konkurencja | Eliminacje            | Klas. końcowa |
| Konkurencja | Przeciwnik I          | Miejsce       |
| ----------- | --------------------- | ------------- |
| 80 kg       | Fred Marhenke (FRG) P | 19.           |